# Selago glomerata
Selago glomerata là một loài thực vật có hoa trong họ Huyền sâm. Loài này được Thunb. miêu tả khoa học đầu tiên.